# 향우회
향우회(鄕友會)는 객지에서 고향이 같은 사람들이 애향심으로 단결하여 상호 교류와 화합을 통해 구성원들의 복리 증진은 물론 권익을 보호하고 나아가 지역사회 발전에 기여하고자 결성된 친목단체이다.